# Ensemble Alarius
L'Ensemble Alarius de Bruxelles est une formation de musique de chambre belge qui a existé de 1954 à 1972 et qui est à l'origine de l'ensemble Musiques nouvelles.

## Historique
L'Ensemble Alarius tire son nom d'un musicien de chambre gantois au service du roi de France, Hilaire Verloge (de) (vers 1684-1734), appelé Monsieur Alarius à Versailles.
Les initiateurs de l'Ensemble sont le flûtiste Charles McGuire (tué dans un accident de voiture en 1964), Janine Rubinlicht (une violoniste qui a travaillé avec Safford Cape avant d'entrer dans l'Ensemble), Robert Kohnen (pianiste, claveciniste et organiste) peu après Wieland Kuijken (gambiste et violoncelliste) rejoint le trio.
Depuis les années 1960, l'ensemble se consacre à la fois à la musique contemporaine et à la musique ancienne sur instruments d'époque. En 1961, la formation crée, au Centre culturel d'Uccle, le Madrigal II pour flûte (ou violon baroque), violon, viole de gambe (ou violoncelle) et clavecin, une commande passée par Henri Pousseur. L'Ensemble créera également le Tombeau de Marin Marais, une œuvre composée pour violon, deux violes de gambe et clavecin par Pierre Bartholomée en 1968. Néanmoins, le rôle de l'Ensemble dans ce que l'on appelait le « mouvement » de l'époque des pionniers de l'interprétation historiquement informée deviendra rapidement décisif, notamment grâce aux encouragements de l'historien de la musique Charles Van den Borren. Son premier enregistrement, comprenant des œuvres de Turini, de Barthali (Bertali) et de Vitali, date de 1964 et remporte le Grand Prix du Disque en 1965.
À partir de 1963 environ, Sigiswald Kuijken et, après lui, Barthold Kuijken (flûte) viennent renforcer les rangs de l'Ensemble.
La distribution de l'Ensemble varie selon les besoins : ainsi, à maintes reprises, Gustav et Marie Leonhardt, Anner Bijlsma et Lucy van Dael ou le contreténor René Jacobs sont sollicités en tant qu'artistes invités.
Des tournées de concerts amènent l'Ensemble à se produire dans la plupart des pays européens, aux États-Unis d'Amérique et au Japon. À cette époque, il fait de nombreux premiers enregistrements d'œuvres de maîtres inconnus du grand public, comme les compositeurs flamands Carolus Hacquart et Philippus van Wichel, tandis que des maîtres du début du baroque allemand et italien, comme Johann Rosenmüller, Dario Castello, Carlo Farina et Giovanni Paolo Cima, sont ajoutés au répertoire des compositeurs les plus connus.
En 1972, sur les instances du label Deutsche Harmonia Mundi (en), l'Ensemble est élargi et prend le nom de La Petite Bande.

## Sources
- (de) Cet article est partiellement ou en totalité issu de l’article de Wikipédia en allemand intitulé « Alarius Ensemble » (voir la liste des auteurs).
- (en + nl) Vlaamse Barok – Vlaamse Renaissance, [En ligne], consulté le 3 juillet 2013, [www.flandersmusic.be].
- (en) CORNFIELD, Giveon. Note-Perfect, [s. l.], Xlibris Corporation, 2013 (ISBN 1479777986) (ISBN 9781479777983).
- (fr) FÉTIS, François-Joseph. Biographie universelle des musiciens et bibliographie générale de la musique (tome premier : A), Bruxelles, Méline, Cans et Compagnie, 1837, p. 33.
- (de) FINSCHER, Ludwig. MGG: die Musik in Geschichte und Gegenwart, Cassel, Bärenreiter, 1994, p. 1982 (Die Musik in Geschichte und Gegenwart: Allgemeine Enzyklopädie der Musik, Andreas Jaschinski; vol. 1).
- (en) KELLY, Thomas Forrest. Early Music: A Very Short Introduction, Oxford University Press, 2011 (ISBN 0199831890) (ISBN 9780199831890), p. 106 (Very Short Introductions).
- (fr) PIRENNE, Christophe (réd.). Les musiques nouvelles en Wallonie et à Bruxelles (1960-2003), Sprimont, Pierre Mardaga, 2004 (ISBN 2870098642) (ISBN 9782870098646), p. 37-40 (Collection Musique, musicologie).
- (fr) WANGERMÉE, Robert (réd.). Bartholomée : parcours d'un musicien, Wavre, Pierre Mardaga éditeur, 2008 (ISBN 2870099894) (ISBN 9782870099896), p. 92 (Collection Musique, musicologie).